# Teme (rzeka w Wielkiej Brytanii)
Teme (ang. River Teme) – rzeka we wschodniej Walii (hrabstwo Powys) i zachodniej Anglii (hrabstwa Shropshire, Herefordshire i Worcestershire), dopływ rzeki Severn. Długość rzeki wynosi 122 km, a powierzchnia dorzecza – 1640 km².
Źródło rzeki znajduje się na zachodnim zboczu wzgórza Bryn Coch w paśmie Kerry Hills, na południe od miasta Newtown w Walii, na wysokości 460 m n.p.m. Rzeka płynie w kierunku południowo-wschodnim przez tereny o charakterze wybitnie wiejskim. W górnym biegu wyznacza fragment granicy angielsko-walijskiej, którą następnie przekracza. Nad rzeką położone są miasta Knighton, Ludlow i Tenbury Wells. Uchodzi do rzeki Severn na południe od miasta Worcester, naprzeciw dzielnicy St Peter the Great.
Głównymi dopływami Teme są rzeki Clun, Onny, Corve i Rea.